# Kassisaba
Kassisaba (betyder 'Kattsvans' på estniska) är en stadsdel i distriktet Kesklinn i Estlands huvudstad Tallinn. Området ligger direkt sydväst om den medeltida innerstaden. Befolkningen uppgick till 4 766 invånare i januari 2017.

## Historia
Namnet Kassisaba syftar på de vägar som ledde ut från fästningsskansarna omkring innerstaden, vars upphöjda yttre hörn kallades "katter", och namnet är belagt som officiell beteckning på området sedan 1732. Från 1348 till 1870 tillhörde området administrativt den övre staden på Domberget. På 1600-talet uppfördes här ett sommarslott som senare gav upphov till namnet Luisenthal efter en av ägarinnorna. På befallning av drottning Kristina av Sverige uppfördes ett arméhospital här 1652. Sjukhuset brändes troligen ned 1710 i samband med det ryska anfallet mot Tallinn under stora nordiska kriget. Mellan 1725 och 1919 fanns här en skola för fattiga och föräldralösa som drevs av Tallinns domkyrkoförsamling.
1772 grundade den tyska fabrikören Carl Christian Fick en fajansfabrik här. Området kom att bebyggas tätt efter att Baltiska järnvägen anlagts omkring 1870 och stora delar av 1800-talsbebyggelsen överlevde mellankrigstiden. Andra världskrigets sovjetiska bombanfall i mars 1944 ledde dock till omfattande förödelse och delar av stadsdelen byggdes efter kriget upp i stalinistisk modern stil.

## Kända platser och byggnader
Till stadsdelens mest kända byggnader hör den estländska säkerhetspolisen Kaitsepolitseiamets högkvarter och Jakob Westholm-gymnasiet.